# Derek and the Dominos
Derek and the Dominos fue un supergrupo de blues rock formado en la primavera de 1970 por el guitarrista y cantante Eric Clapton, el tecladista Bobby Whitlock, el bajista Carl Radle y el baterista Jim Gordon, que habían participado junto a Clapton en Delaney, Bonnie & Friends. La banda lanzó tan solo un álbum de estudio, Layla and Other Assorted Love Songs, que contó con el guitarrista Duane Allman de The Allman Brothers Band como invitado. El disco fue extremadamente bien recibido por la crítica, pero las ventas y la radiodifusión fueron escasas. Pese a ser lanzada en 1970, «Layla» —la canción de amor que Clapton escribió inspirado en Pattie Boyd (por aquel entonces la esposa del integrante de The Beatles, George Harrison)— no llegó a los diez primeros puestos en las listas de Estados Unidos y Reino Unido hasta 1972. Tanto la crítica como muchos de los seguidores de Clapton sitúan esta época como el momento más álgido de su carrera.

## Comienzos
Las semillas de Derek and the Dominos se pueden encontrar en la banda Delaney, Bonnie & Friends, de la que todos habían sido miembros en algún momento, incluido Duane Allman, que había tocado con la banda antes que Clapton. La marcha se produjo por las constantes peleas de Delaney y Bonnie, Whitlock dijo:

Delaney era un poco como James Brown, era muy difícil trabajar con él, sus constantes peleas con Bonnie. Todo el mundo llegó a desilusionarse con la situación.

 Gordon y Radle dejaron Delaney y Bonnie para tocar con Joe Cocker en su gira de Mad Dogs and Englishmen con Leon Russell, pero Whitlock permaneció con ellos un tiempo más.
Bobby Whitlock comenzó a buscar con quien hacer conciertos, por lo que el guitarrista norteamericano Steve Cropper le sugirió que visitara a Clapton en Inglaterra; subsecuentemente Whitlock vivió en casa de Clapton, y durante ese período tocaron juntos, salieron y escribieron la gran mayoría de las canciones de Derek and the Dominos.
Poco después, hicieron un llamamiento al resto de sus antiguos compañeros de Bonnie & Delaney; Dave Mason, Carl Radle y Jim Gordon, y así el quinteto se convirtió en la banda de apoyo para el triple álbum en solitario de George Harrison, All Things Must Pass. Gordon no fue la primera opción como baterista, siendo Jim Keltner, que había trabajado con John Lennon y Plastic Ono Band, la primera propuesta de Radle.
El origen del nombre de la banda ha sido atribuido a varias historias diferentes a lo largo de los años. Según Jeff Dexter (compañero y amigo de Clapton desde la Gira de Delaney y Bonnie), la noche del debut en directo de la banda, el 14 de junio de 1970 en Londres, todavía no tenían un nombre, y habían sido contratados como «Eric Clapton and Friends». Dexter preguntó a Clapton si no iban a usar otro nombre, en vez del socorrido "and Friends". George Harrison y Clapton estuvieron de acuerdo, teniendo como resultado que todos pensaran en antiguos músicos admirados para sacar el nombre de ahí. En este proceso surgieron los nombres de Two-Tone Special, y Fats Domino, llegando Dexter a decir: "eso es... Derek and the Dominoes, ¡suena clásico!" (Clapton había recibido el alias de "Derek" en su época con Delaney y Bonnie). Mientras que todo el resto de la banda, todos estadounidenses, estaban convencidos de que se les iba a confundir con un grupo de doo-wop, los dos británicos estaban encantados con la idea, siendo finalmente presentados así.
Según Bobby Whitlock, sin embargo, se debió a un error de Tony Ashton de Ashton, Gardner and Dyke que, en vez de presentarles como "Eric and the Dynamos", al finalizar su actuación previa a Derek and the Dominos, se equivocó y les llamó Derek and the Dominos. Aún hay una tercera versión que emerge de la biografía de Clapton donde el guitarrista dice que Tony Ashton sugirió que se llamaran "Del and the Dominos"(siendo "Del" el alias de Clapton). Se combinaron Del y Eric siendo el resultado "Derek and the Dominos". De cualquiera de las maneras, con este nuevo nombre, la banda se embarcó en una gira de verano y una mini gira por Inglaterra en recintos pequeños, donde Clapton eligió aparecer bajo el anonimato, por su aun reciente fama adquirida con Cream y Blind Faith.
A principios de agosto de 1970, trabajando en los estudios de grabación Criteria de Miami, bajo la producción de Tom Dowd para Atlantic Records, la banda grabó Layla and Other Assorted Love Songs, un doble álbum bien recibido por la crítica. La mayoría del material del álbum, incluido Layla fue inspirado por el amor no correspondido de Pattie Boyd, quien estaba casada en esta época con el integrante de The Beatles, y amigo de Clapton, George Harrison. No fue hasta años después que Boyd accediera a las proposiciones de Clapton, y finalmente, empezara una relación con él en 1974, casándose en 1979. Se separaron en 1985 cuando Clapton comenzó una relación con Lori Del Santo, divorciándose de Boyd en 1988. Whitlock diría:

El concepto básico de Derek and the Dominos era que no queríamos secciones de viento, ni chicas, sólo queríamos una banda de rock and roll. Pero mi concepto vocal era parecernos a Sam and Dave: tu cantas una estrofa, yo canto otra, cantamos juntos.

## Inclusión de Duane Allman

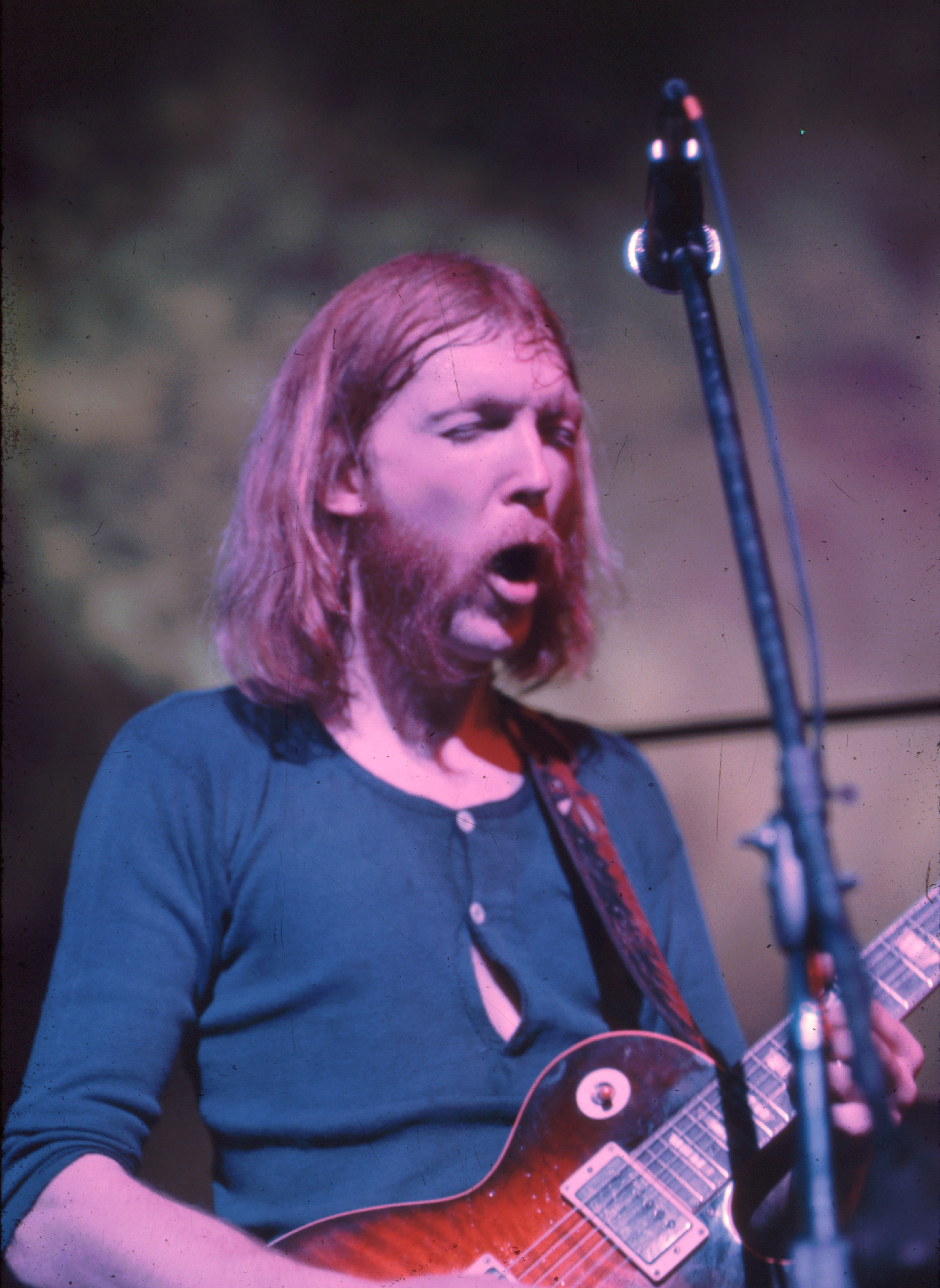
Duane Allman.

Cuando llevaban unos días de la grabación de las sesiones del álbum, Tom Dowd, que también estaba produciendo para The Allman Brothers Band su álbum Idlewild South, invitó a Clapton a asistir a uno de sus conciertos en Miami, siendo la primera vez que Clapton escuchaba a Duane Allman tocar en directo. Después de varias horas de grabación en el estudio, la banda fue al concierto, sentándose en las primeras filas junto a Dowd, que recuerda:

Duane estaba en medio de un solo de guitarra; abre los ojos y mira abajo, con mirada fija, deja de tocar. Dickey Betts sigue tocando, pensando que a Duane se le había roto una cuerda o algo similar. Entonces, Dickey mira hacia abajo, ve a Eric, y le da la espalda. Así fue su primer encuentro.

Al día siguiente, el 27 de agosto de 1970, Duane llegó a los Estudios Criteria convirtiéndose inmediatamente en amigo de Clapton; Dowd dice que su facilidad para entablar amistad fue instantánea, intercambiándose las guitarras y tocando juntos. Estas improvisaciones se pueden encontrar en el segundo CD de The Layla Sessions: 20th Anniversary Edition. Después de estas jams Clapton invitó a Allman a unirse a la banda.
Cuando Allman y Clapton se conocieron, Derek and the Dominos apenas habían grabado nada. Duane añadió su guitarra slide a "Tell the Truth" el 28 de agosto, junto a "Nobody Knows You When You're Down and Out". En solo cuatro días, los ahora cinco miembros de Derek and the Dominos, grabaron "Key to the Highway", "Have You Ever Loved a Woman", y "Why Does Love Got to be So Sad". Cuando llegó septiembre, Duane dejó de lado las grabaciones para hacer algunos conciertos con su banda. En sus dos días de ausencia, los cuatro miembros restantes grabaron "I Looked Away", "Bell Bottom Blues", y "Keep on Growing". El 9 de septiembre, grabaron la versión de "Little Wing" de Jimi Hendrix. Al día siguiente, se grabó la última pista del álbum, "Thorn Tree in the Garden". Muchos críticos percibirían después que Clapton tocaba mejor en una banda con dos guitarristas; "trabajando con otra guitarra le alejaba de caer en la monotonía y relajarse".

## El álbum de Layla

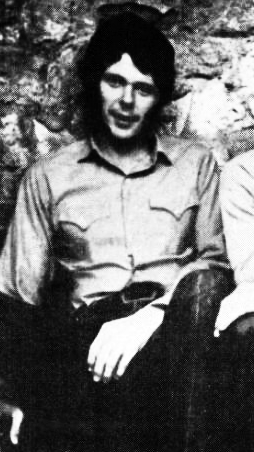
Retrato de Jim Gordon capturada durante un anuncio comercial del single.

Aunque comúnmente atribuido a Clapton, el álbum es un trabajo de grupo. Solo dos de las 14 canciones del álbum están compuestas exclusivamente por Clapton, y "Thorn Tree in the Garden" exclusivamnente por Whitlock. La mayoría de las canciones son producto de ambos de forma conjunta, aunque también contiene temas de blues, entre las que se incluyen "Nobody Knows You When You're Down and Out" (Jimmie Cox), "Have You Ever Loved a Woman" (Billy Myles primeramente grabada por Freddie King), y "Key to the Highway" (William 'Big Bill' Broonzy). Este último fue por puro accidente, ya que, la banda escucho al cantante Sam Samudio ("Sam the Sham") en otro cuarto de grabación haciendo la canción, les gustó, y espontáneamente empezaron a tocarla. Dowd, al percatarse de lo que ocurría le dijo a los ingenieros que grabaran, lo que explica el comienzo con subida paulatina de volumen una vez que estaba ya claramente iniciada.
"Tell the Truth" fue grabada inicialmente en junio de 1970 durante las sesiones de All Things Must Pass, bajo la supervisión de Phil Spector, y poco después editada como sencillo. Pero durante las sesiones de Layla, se volvió a grabar, esta vez como una larga y más lenta improvisación. La versión final de la canción que aparece en el álbum es una combinación de ambas. Las dos versiones previas se editaron en el recopilatorio "History of Eric Clapton" de 1972.
Una versión en video de la canción "It's Too Late" que aparece en el álbum de Layla, se puede ver en el DVD "The Best of the Johnny Cash TV Show". En este mismo programa televisivo de Johnny Cash, emitido por la cadena ABC, aparece Derek & the Dominos tocando la canción "Matchbox" junto a Cash y Carl Perkins
La más aclamada de las canciones del álbum, "Layla", fue grabado en sesiones de grabación separadas; la sección inicial de guitarra fue grabada en primer lugar, y la siguiente unos meses después. Duane Allman contribuyó con las primeras notas de la canción. Clapton pensó que a "Layla" le faltaba un final mejor, ya que no quería acabar de forma abrupta, pero tampoco con un degradado de volumen. La respuesta fue una pieza de piano compuesta por el baterista Jim Gordon. Gordon había estado escribiendo y componiendo canciones durante las grabaciones de Layla para un álbum en solitario cuando Clapton oyó la pieza, pidiéndole poder incluirla como la parte final de "Layla", quedando así completa.
Cuando salió al mercado el álbum en diciembre de 1970, tuvo una crítica mediocre y ventas bastante pobres. El álbum no llegó a posicionarse entre los Top 10 en los Estados Unidos y en el Reino Unido no llegó ni siquiera a entrar en listas. Recibió muy poca atención, cosa que en parte se achacó a la mala promoción de la discográfica Polydor. La gran mayoría del público desconocía que Clapton hubiese participado en el álbum. De todas maneras, la canción "Layla", cuando se editó como sencillo en 1972 se convertiría en un gran éxito, llegando al número 10 de la lista Billboard de Estados Unidos y al número 7 de las listas británicas. La misma canción entró en listas de nuevo en 1982. Clapton volvió a retocar la canción en 1992 para convertirla en una balada acústica para su álbum MTV: Unplugged. La canción llegó al número 12 en Estados Unidos, llegando a ganar un Grammy en 1992.
Layla and Other Assorted Love Songs ha seguido siendo aclamado por la crítica y ha sido incluido por la cadena VH1 en el puesto número 89 de los mejores álbumes de todos los tiempos.

## Dominos en directo
Después de grabar Layla and Other Assorted Love Songs, la banda se embarcó en una gira por Estados Unidos, marcada por el consumos de drogas, que ya no incluía a Allman, que había regresado con The Allman Brothers Band después de grabar. De cualquiera de las maneras, Allman estuvo presente en dos de los conciertos de la gira: en el Curtis Hixon Hall, Tampa, Florida el 1 de diciembre de 1970, y otro, en el Onondaga County War Memorial en Siracusa, Nueva York, la noche siguiente. Whitlock recuerda el tema de las drogas como:

No tomábamos poco de nada. No había gramos cerca, pongámoslo así. Tom no se lo podía creer, como teníamos todas esas bolsas por ahí. Casi me avergüenza decirlo, pero es la verdad. Asustaba, lo que estábamos haciendo, pero eramos jóvenes y tontos y no sabíamos. Cocaína y heroína, junto con Johnny Walker.

 Aun con las drogas, la gira dio como resultado un doble álbum en directo, In Concert, que fue grabado en un par de conciertos en Fillmore East de Nueva York. Seis de estas grabaciones fueron remasterizadas digitalmente junto con otros temas, para convertirse en Live at the Fillmore, sacado a la venta en 1994.

## Tragedias y disolución
La tragedia persiguó a la banda a lo largo de su corta vida. Durante las sesiones de grabación, Clapton sufrió un duro golpe por la muerte de su amigo y competencia profesional, Jimi Hendrix; ocho días antes la banda había grabado una versión de la canción "Little Wing", que se añadió al álbum como tributo. Un año después Duane Allman murió en un accidente de motocicleta. Además, Layla and Other Assorted Love Songs no estaba recibiendo muy buenas ventas. Clapton se tomó esto como algo personal, acelerando sobremanera su adicción a las drogas y sumiéndole en una depresión. En 1985 hablando de la banda Clapton dijo:

Eramos una banda ficticia. Todos nos escondíamos en ella. Derek and the Dominos no podía durar. Tuve que salir y admitir que era yo. Me refiero a que, ser Derek era una tapadera por el hecho de que intentaba robarle la mujer a alguien. Esa fue una de las razones para hacerlo, para poder escribir la canción, e incluso usar otro nombre para Pattie. Así que Derek y Layla no eran nada reales.

La banda se separó de malas formas en Londres justo antes de que pudiesen completar su segundo álbum. Mucho después, en una entrevista con el crítico musical Robert Palmer, Clapton dijo que el segundo álbum "se truncó a mitad por la paranoia y la tensión. Y la banda simplemente... se disolvió". Whitlock dijo sobre esto que se había truncado por "problemas de egos". Aunque Radle trabajó con Clapton varios años más, la ruptura entre Clapton y Whitlock fue más amarga. Radle murió en 1980 por una infección en los riñones asociado al abuso de las drogas y el alcohol. Jim Gordon, que padecía una esquizofrénia no diagnosticada, asesinó a su madre con un martillo en 1983 a raíz de un brote psicótico. Fue confinado en una institución mental en 1984,allí permaneció hasta su muerte el 13 de marzo de 2023.
Después de la disolución, Clapton dejó de lado su actividad profesional para dedicarse a su adicción a la heroína, dando como resultado un hiato en su carrera solo interrumpida por el concierto organizado por George Harrison, Concert for Bangladesh de 1971 y el Rainbow Concert organizado por el guitarrista de The Who, Pete Townshend en 1973 para ayudar a Clapton a superar su adicción y volver a los escenarios.
Material de la banda ha aparecido en numerosas ocasiones en alguno de los álbumes recopilatorios de Clapton; History of Eric Clapton), y temas del abortado segundo álbum de estudio en la caja recopilatoria Crossroads.
El único álbum de estudio de la banda, Layla and Other Assorted Love Songs, aunque inicialmente recibiera críticas poco alentadoras en 1971, desde entonces ha estado en las listas de ventas en 1972 y 1982 y ahora está considerado uno de los mejores álbumes de rock de la historia. El productor de la banda, Tom Dowd, dijo que "creo que es el mejor álbum en el que he estado involucrado desde The Genius of Ray Charles".

## Miembros
- Eric Clapton - guitarra, voz
- Bobby Whitlock - teclados, voz, guitarra acústica
- Carl Radle - bajo
- Jim Gordon - batería, piano
- Duane Allman - guitarra

## Discografía

### Álbumes
- 1970 Layla and Other Assorted Love Songs
- 1973 In Concert
- 1990 The Layla Sessions: 20th Anniversary Edition
- 1994 Live at the Fillmore

### Sencillos
- "Tell the Truth" / "Roll It Over" (Atco Records, 1970)
- "Layla" / "Bell Bottom Blues" (Polydor Records, 1970)
- "Layla" / "I Am Yours" (Atco Records, 1971)
- "Bell Bottom Blues" / "Keep On Growing" (Polydor Records, 1971)
- "Let It Rain" / "Easy Now" (RSO Records, 1972)
- "Bell Bottom Blues" / "Little Wing" (RSO Records, 1973)
- "Why Does Love Got to Be So Sad" [live] / "Presence of the Lord" [live] (RSO Records, 1973)